# Sovetski (Penza)
|  | Per a altres significats, vegeu «Sovetski». |

Sovetski - Советский (rus) és un poble (possiólok) de l'óblast de Penza (Rússia). El 2011 tenia 186 habitants.